# Nikola Bartůňková
Nikola Bartůňková (* 25. února 2006 Praha) je česká tenistka. V rámci okruhu ITF získala šest titulů ve dvouhře.
Na žebříčku WTA byla ve dvouhře nejvýše klasifikována v dubnu 2024 na 226. místě a ve čtyřhře v srpnu 2023 na 320. místě. Na juniorském kombinovaném žebříčku ITF figurovala nejvýše během července 2022, kdy jí patřila 8. příčka. Domovským oddílem je štvanický I. ČLTK Praha. Dlouhodobě ji vede otec, tenisový trenér Pavel Bartůněk. Dříve ji koučovali Jan Mertl a poté od května 2021 Jan Hernych.
Na juniorském French Open 2022 skončila se Švýcarkou Céline Naefovou jako poražená finalistka ve čtyřhře a zahrála si semifinále dvouhry. V souboji o titul na juniorce Wimbledonu 2023 podlehla americké světové dvojce Clervie Ngounoueové.
V roce 2021 začala studovat Gymnázium Opatov v individuálním plánu.

## Tenisová kariéra
Jako čtrnáctiletá debutovala v kvalifikaci okruhu WTA Tour po obdržení divoké karty na srpnovém Prague Open 2020. V jejím úvodu podlehla 133. hráčce žebříčku Tereze Martincové. O dva týdny později odehrála první turnaj v sérii WTA 125K, TK Sparta Prague Open 2020, probíhající jako náhrada za zrušenou kvalifikaci US Open. Opět na divokou kartu ji v prvním kole dvouhry vyřadila Chorvatka Tena Lukasová z třetí světové stovky. Do kvalifikační soutěže túry WTA podruhé zasáhla na jarním Istanbul Cupu 2021. Po výhře nad 152. ženou klasifikace Leonií Küngovou ze Švýcarska ji do dvouhry nepustila Ruska Anastasija Gasanovová. V roce 2021 byla s Brendou Fruhvirtovou a Sárou Bejlek členkou české reprezentace, která v Antalyi vyhrála juniorský Billie Jean King Cup.
V rámci hlavních soutěží událostí okruhu ITF debutovala v květnu 2021, když na I. ČLTK Prague Open dotovaný 25 tisíci dolary obdržela divokou kartu. V prvním zápase však nestačila na Turkyni Çağlu Büyükakçay. Finále v této úrovni tenisu si premiérově zahrála během listopadu téhož roku v Milovicích, na turnaji s rozpočtem 25 tisíc dolarů. Na cestě z kvalifikace do boje o titul vyhrála šest utkání. V závěrečném duelu však nestačila na juniorku Lindu Noskovou. V hlavní soutěži WTA Tour debutovala po zisku divoké karty na dubnovém Istanbul Cupu 2022. Na úvod podlehla ruské kvalifikantce a pozdější šampionce turnaje, Anastasiji Potapovové. O týden později postoupila do druhého finále ITF na šedesátitisícové události v Istanbulu. V první fázi přehrála Lucemburčanku Mandy Minellaovou, ale v posledním utkání ji zdolala 18letá Ruska Diana Šnajderová.
První zápas dvouhry na túře WTA vyhrála v 17 letech na říjnovém Transylvania Open 2023 nad Ukrajinkou Dajanu Jastremskou z počátku druhé stovky žebříčku. Poté v třísetové bitvě podlehla sedmdesáté třetí ženě klasifikace Aně Bogdanové. O třináct let starší Rumunka o postupu po více než třech hodinách rozhodla ziskem závěrečné sady 7–5.
První trofej ITF, ve vyšší než 25tisícové úrovni, vybojovala na červencovém Ladies Open 2025 v Hechingenu z pozice kvalifikantky. Ve finále události kategorie W75 zdolala stou třicátou hráčku světa Julii Grabherovou. Již v osmifinále vyřadila nejvýše nasazenou Argentinku Maríu Lourdes Carléovou. Po skončení se vrátila do třetí stovky klasifikace.

## Dopingová kauza
Mezinárodní agentura pro bezúhonnost tenisu (ITIA) jí 16. dubna 2024 dočasně pozastavila činnost na okruzích ITF a WTA poté, co měla 28. února téhož roku na 50tisícovém turnaji ITF v Trnavě i březnové 75tisícovce v Mariboru pozitivní test na zakázaný trimetazidin ze skupiny kardiak, indikovaný k symptomatické léčbě anginy pectoris. U sportovců může tento metabolický modulátor zvyšovat fyzickou kondici. Vzorky B potvrdily v obou případech pozitivitu vzorků A. Na 60tisícovém turnaji v Říčanech během března 2024, kde ji vyřadila Polina Kuděrmetovová, již měla test negativní. Světová antidopingová agentura zařadila trimetazidin na seznam zakázaných látek v roce 2014. Bartůňková v reakci uvedla: „Jsem touto situací naprosto šokována. Cítím se nevinná, nikdy jsem vědomě nekonzumovala žádnou zakázanou látku a vždy jsem věnovala spolu s mým týmem maximální pozornost tomu, co se dostane do mého těla.“ Během zimní olympiády 2022 byl zveřejněn pozitivní nález na trimetazidin také u krasobruslařky Kamily Valijevové z ruského šampionátu v prosinci 2021, který pro ni skončil v lednu 2024 čtyřletým trestem a diskvalifikací ze všech soutěží počínaje prosincem 2021.
V listopadu 2024 ITIA vyměřila tenistce šestiměsíční trest se zpětnou platností, který Bartůňková přijala a mohla se okamžitě vrátit na okruh. ITIA šetřením zjistila, že užití trimetazidinu bylo neúmyslné, když jím byl kontaminován doplňek stravy obsahující extrakt z ostropestřce mariánského. Tuto skutečnost potvrdila akreditovaná laboratoř Světové antidopingové agentury v Utahu. Na okruh ITF se vrátila v lednu 2025 osloským turnajem, dotovaným 15tisíci dolary, kde si zahrála semifinále. 

## Herní styl
V ženském tenise praktikuje netradiční styl typický pro muže. Herní inteligenci a dobrý pohyb po dvorci využívá k častým změnám rytmu, zkrácením a snaze o nátlakový styl přechody na síť. Tradičně hraje v šortkách a kšiltovce. Nemá preferovaný povrch.

## Tituly na okruhu ITF
| Kategorie okruhu ITF | Kategorie okruhu ITF |
| -------------------- | -------------------- |
| Turnaje W100         | Turnaje W80          |
| Turnaje W75/W60      | Turnaje W50/W40      |
| Turnaje W35/W25      | Turnaje W15/W10      |

### Dvouhra (6 titulů)
| Č. | datum       | turnaj                           | kategorie | povrch | poražená finalistka | výsledek      |
| -- | ----------- | -------------------------------- | --------- | ------ | ------------------- | ------------- |
| 1. | duben 2023  | Santa Margherita de Pula, Itálie | W25       | antuka | Ylena In-Albonová   | 6–0, 7–5      |
| 2. | srpen 2023  | Erwitte, Německo                 | W25       | antuka | Daniela Vismaneová  | 6–4, 6–1      |
| 3. | říjen 2023  | Santa Margherita di Pula, Itálie | W25       | antuka | Katharina Hobgarská | 6–0, 1–0skreč |
| 4. | leden 2025  | Sunderland, Spojené království   | W35       | tvrdý  | Amelia Rajecká      | 6–4, 3–6, 6–3 |
| 5. | červen 2025 | Stuttgart-Vaihingen, Německo     | W35       | antuka | Emily Seiboldová    | 6–4, 7–6(2)   |
| 6. | srpen 2025  | Hechingen, Německo               | W75       | antuka | Julia Grabherová    | 7–5, 6–2      |

## Finále na juniorském Grand Slamu

### Dvouhra juniorek: 1 (0–1)
| stav       | rok  | turnaj    | povrch | soupeřka ve finále  | výsledek |
| ---------- | ---- | --------- | ------ | ------------------- | -------- |
| Finalistka | 2023 | Wimbledon | tráva  | Clervie Ngounoueová | 2–6, 2–6 |

### Čtyřhra juniorek: 1 (0–1)
| stav       | rok  | turnaj      | povrch | spoluhráčka    | soupeřky ve finále           | výsledek |
| ---------- | ---- | ----------- | ------ | -------------- | ---------------------------- | -------- |
| Finalistka | 2022 | French Open | antuka | Céline Naefová | Lucie Havlíčková Sára Bejlek | 3–6, 3–6 |